# Galeosoma vernayi
Galeosoma vernayi là một loài nhện trong họ Idiopidae.
Loài này thuộc chi Galeosoma. Galeosoma vernayi được J. Hewitt miêu tả năm 1935.